# Нагірний провулок (Київ)
Нагі́рний прову́лок — провулок у Шевченківському районі міста Києва, місцевість Татарка. Пролягає від Нагірної вулиці до кінця забудови.

## Історія

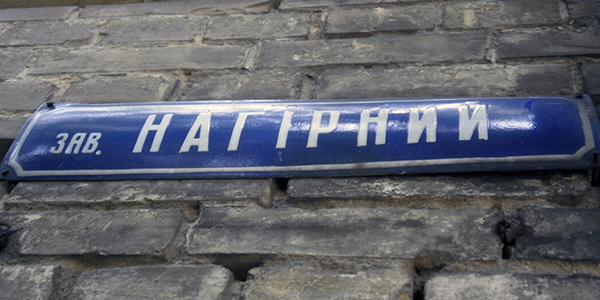
табличка, де провулок указаний як завулок

Провулок виник у другій половині XIX століття під сучасною назвою.
До 80-х років XX століття паралельно провулку проходив Нагірний тупик, ліквідований у зв'язку зі знесенням старої забудови.